# حسن بن ظئر
حسن بن ظئر، مکنی به ابی علی فارسی، معروف به ظهیر. مردی فقیه و لغوی و نحوی بود. آورده‌اند که ظهیر در کتاب‌ها و فتواهای خود می‌نوشت الحسن النعمانی او می‌گفت «من نعمانی و از اولاد نعمان بن منذرم و مولدم دهی است، مشهور به نعمانیه (بین بغداد و واسط)، از آنجا به شیراز آمدم و به فارسی شهرت یافتم.» ظهیر مردی بود به فنون علوم و تفسیر قرآن از ناسخ و منسوخ عالم و در فقه و خلاف و کلام و منطق و حساب و هیأت و طب مبرز و در لغت و نحو و عروض و قوافی و روایت اشعار عرب و ایام ایشان و اخبار پادشاهان عجم و عرب چیره‌دست بود. ظهیر در سال ۵۹۸ هجری قمری در قاهره درگذشت. 

کتاب‌های احجه، اختلاف الصحابه و التابعین و فقهاء و الانصار (ناتمام)، کتاب تفسیر کبیر و کتاب خطب و فصول و عظیه آثار او هستند.‌